# Fine (chanson)
Pour les articles homonymes, voir Fine.
Singles de Taeyeon
11:11
(2016) Make Me Love You
(2017)
Fine est une chanson enregistrée par la chanteuse sud-coréenne Taeyeon pour son premier album studio My Voice (2017). Elle est parue le 28 février 2017 en tant que single de l'album par SM Entertainment. Les paroles ont été écrites par Jin Ri, tandis que la musique a été composée par Michael Woods, Kevin White, Andrew Bazzi, Shaylen Carroll et MZMC. Musicalement, Fine est une chanson de pop alternative qui met en valeur la voix de Taeyeon.
Le single a reçu des avis positifs de la part des critiques musicales, qui ont aimé la voix de Taeyeon sur le morceau et ont comparé son style musical à celui de la chanteuse américaine Taylor Swift. Il a débuté au sommet du Gaon Digital Chart et est resté à la première position la semaine d'après. La chanson s'est aussi classé à la 7e place du Billboard World Digital Songs. Afin de promouvoir Fine et My Voice, Taeyeon a interprété la chanson lors de trois émissions musicales : le Music Bank, le Show! Music Core et l'Inkigayo. Un vidéoclip pour la chanson est également paru; on y voit Taeyeon se souvenir d'une relation amoureuse passée.

## Contexte
Depuis qu'elle a commencé sa carrière solo en octobre 2015 avec les EP I et Why, ainsi que les singles digitaux Rain et 11:11, la chanteuse sud-coréenne Kim Tae-yeon a accédé à la gloire et s'est établie comme l'une des personnalités les plus célèbres du pays de 2016.
Le 14 février 2017, l'agence de Taeyeon, SM Entertainment, annonce que son premier album studio sortira vers la fin du mois. On apprend que le titre de l'album sera My Voice et que le single principal et chanson-titre sera Fine, qui sortira en même temps que l'album.

## Promotion
Le vidéoclip de la chanson est sorti en même temps que My Voice, le 28 février 2017. Tamar Herman de Billboard a décrit le visuel comme « créatif ». Taeyeon a interprété la chanson pour la première fois lors du Music Bank (KBS) le 3 mars 2017. Elle l'a ensuite chantée lors du Show! Music Core (MBC) et de l'Inkigayo (SBS) les jours d'après.

## Réception
Hyun Min-young de IZM a fait l'éloge du chant de Taeyeon et a comparé son style à celui de Taylor Swift. Jeff Benjamin de Billboard a étiqueté la chanson comme une « version sonique 2.0 » de son single I sorti en 2015, tout en complimentant sa voix « inspirante ».
Fine a débuté au sommet du Gaon Digital Chart lors de la semaine qui s'est terminée le 4 mars 2017. Lors de sa première semaine, le single s'est vendu à 251 751 unités digitales et a été écouté 5 057 692 fois en streaming sur les plateformes musicales sud-coréennes,. Il est resté à la plus haute place une semaine de plus, avec 115 847 téléchargements et 5 533 647 écoutes en streaming supplémentaires lors de la semaine du 5 au 11 mars 2017,. Fine est la chanson qui a le mieux marché dans le Gaon Digital Chart de mars, accumulant 437 057 téléchargements et 22 063 715 écoutes sur les services musicaux coréens.
La chanson s'est également classée à la 7e place du Billboard World Digital Songs.

## Classements

### Hebdomadaires
| Classement (2017)                  | Meilleure position |
| ---------------------------------- | ------------------ |
| Corée du Sud (Gaon)                | 1                  |
| US World Digital Songs (Billboard) | 7                  |

## Ventes
| Région       | Ventes  |
| ------------ | ------- |
| Corée du Sud | 367 598 |

## Récompenses des émissions musicales
Fine a remporté deux prix, issus de ces deux émissions – le M Countdown et le Music Bank.
| Chanson | Programme          | Date         |
| ------- | ------------------ | ------------ |
| Fine    | M Countdown (Mnet) | 9 mars 2017  |
| Fine    | Music Bank (KBS)   | 10 mars 2017 |